# 나소네

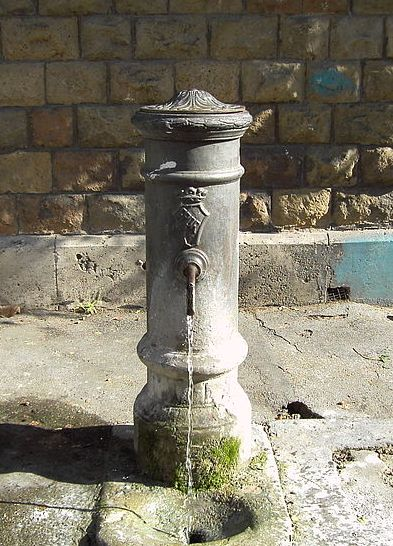

나소네(nasone, 복수형: nasoni) 또는 폰타넬라(fontanella)는 이탈리아 로마에서 발견되는 식수대의 일종이다. 문자 그대로 "큰 코"를 의미하는 이 이름은 1870년대에 처음 소개된 특징적인 디자인에서 얻은 것이다. 로마에는 약 2,500~2,800명의 나소네가 있으며 사람들에게 무료로 식수를 공급하고 있다.

## 디자인
대부분의 나소네는 기둥 모양의 디자인을 공유한다. 물 주둥이의 형태는 다양하지만 대부분의 나소네는 중앙 높이에 돌출된 금속 주둥이가 있어 코처럼 보이며 이 분수에 "큰 코"라는 이름이 붙었다. 다른 디자인에는 늑대 머리, 용 및 사자가 포함된다. 대부분은 단순한 돌로 만들어졌지만 1920년대와 1930년대에는 나소네가 석회화 대리석으로 만들어졌는데, 그 중 일부는 오늘날 대부분 공원과 포로이탈리코(Foro Italico) 지역에 남아 있다.
나소네에서 나오는 물은 도시의 가정에 공급되는 것과 동일하므로 마시기에 안전하다. 물은 분출구 바닥에 있는 구멍을 통해 분수에서 계속해서 흘러나온다. 또한 대부분의 나소네는 배출구 상단에 구멍이 있어 바닥 구멍을 막고 물을 위로 밀어 올려 목마른 사람들이 더 쉽게 분수에서 마실 수 있다.